# Elecciones provinciales de Jujuy de 1924
Las elecciones generales de la provincia de Jujuy de 1924 tuvieron lugar el domingo 6 de abril del mencionado año con el objetivo de restaurar la autonomía de la provincia después de la intervención federal realizada el 11 de enero del mismo año por el gobierno de Marcelo Torcuato de Alvear. Fueron las cuartas elecciones provinciales jujeñas desde la instauración del sufragio secreto en el país. Se debía elegir al Gobernador y al Vicegobernador en fórmula única, y a los 18 escaños de la Legislatura Provincial. Miguel Aníbal Tanco fue candidato de la Unión Cívica Radical (UCR), principal partido político del país, mientras que la oposición conservadora se aglutinó en torno a la candidatura de Benjamín Villafañe Chaves, de la Unión Cívica Radical Antipersonalista (UCR-A), un sector del partido radical disidente con el liderazgo de Hipólito Yrigoyen. Un tercer candidato, Luis Cuñado, pertenecía también a un sector del radicalismo, por lo que los tres candidatos en contienda eran del mismo partido.
Villafañe obtuvo oficialmente una abrumadora victoria con el 70,42% de los votos, contra el 27,41% de Tanco y el 1,61% de Cuñado, triunfando el radicalismo antipersonalista en todos los departamentos y obteniendo 17 de los 18 diputados provinciales. La participación fue del 52,96% del electorado registrado. Villafañe asumió su mandato el 21 de abril.

## Cargos a elegir
| Departamento   | A elegir  | A elegir  | A elegir |
| Departamento   | Electores | Diputados |          |
| -------------- | --------- | --------- | -------- |
| Capital        | 3         | 3         |          |
| Cochinoca      | 1         | 1         |          |
| El Carmen      | 2         | 2         |          |
| Humahuaca      | 1         | 1         |          |
| Ledesma        | 1         | 1         |          |
| Rinconada      | 1         | 1         |          |
| San Antonio    | 1         | 1         |          |
| San Pedro      | 2         | 2         |          |
| Santa Bárbara  | 1         | 1         |          |
| Santa Catalina | 1         | 1         |          |
| Tilcara        | 1         | 1         |          |
| Tumbaya        | 1         | 1         |          |
| Valle Grande   | 1         | 1         |          |
| Yavi           | 1         | 1         |          |
| Total          | 18        | 18        |          |

## Resultados

### Gobernador
| Candidato                 | Partido               | Partido                   | Votos  | %     | Electores |
| ------------------------- | --------------------- | ------------------------- | ------ | ----- | --------- |
| Benjamín Villafañe Chaves |                       | Unión Cívica Radical Azul | 6.307  | 70,42 | 18/18     |
| Miguel Aníbal Tanco       |                       | Unión Cívica Radical Roja | 2.455  | 27,41 |           |
| Luis Cuñado               |                       | Unión Cívica Radical      | 144    | 1,61  |           |
|                           |                       | Otros                     | 50     | 0,56  |           |
| Votos positivos           | Votos positivos       | Votos positivos           | 8.956  | 96,71 |           |
| Votos en blanco           | Votos en blanco       | Votos en blanco           | 286    | 3,09  |           |
| Diferencia de actas       | Diferencia de actas   | Diferencia de actas       | 19     | 0,21  |           |
| Participación             | Participación         | Participación             | 9.261  | 52,96 |           |
| Electores registrados     | Electores registrados | Electores registrados     | 17.486 | 100   |           |
| Fuente:                   |                       |                           |        |       |           |

#### Resultados por departamentos
| Departamento   | Villafañe (Azul) | Villafañe (Azul) | Villafañe (Azul) | Tanco (Rojo) | Tanco (Rojo) | Tanco (Rojo) | Cuñado (UCR) | Cuñado (UCR) | Cuñado (UCR) | Otros | Otros | Blancos |
| Departamento   | Votos            | %                | El.              | Votos        | %            | El.          | Votos        | %            | El.          | Votos | %     | Blancos |
| -------------- | ---------------- | ---------------- | ---------------- | ------------ | ------------ | ------------ | ------------ | ------------ | ------------ | ----- | ----- | ------- |
| Cochinoca      | 393              | 52,33            | 1                | 356          | 47,40        | —            | —            | —            | —            | 2     | 0,27  | 10      |
| Capital        | 1.245            | 65,01            | 3                | 539          | 28,15        | —            | 119          | 6,21         | —            | 12    | 0,63  | 55      |
| El Carmen      | 684              | 83,52            | 2                | 105          | 12,82        | —            | 25           | 3,05         | —            | 5     | 0,61  | 12      |
| Humahuaca      | 524              | 62,83            | 1                | 310          | 37,17        | —            | —            | —            | —            | —     | —     | 61      |
| Ledesma        | 606              | 75,47            | 1                | 197          | 24,53        | —            | —            | —            | —            | —     | —     | 26      |
| Rinconada      | 209              | 79,77            | 1                | 53           | 20,23        | —            | —            | —            | —            | —     | —     | 3       |
| San Antonio    | 203              | 63,24            | 1                | 89           | 27,73        | —            | —            | —            | —            | 29    | 9,03  | 5       |
| San Pedro      | 606              | 74,72            | 2                | 203          | 25,03        | —            | —            | —            | —            | 2     | 0,25  | 15      |
| Santa Bárbara  | 166              | 91,21            | 1                | 16           | 8,79         | —            | —            | —            | —            | —     | —     | 3       |
| Santa Catalina | 270              | 67,16            | 1                | 132          | 32,84        | —            | —            | —            | —            | —     | —     | 6       |
| Tilcara        | 420              | 87,68            | 1                | 59           | 12,32        | —            | —            | —            | —            | —     | —     | 33      |
| Tumbaya        | 223              | 65,20            | 1                | 119          | 34,80        | —            | —            | —            | —            | —     | —     | 42      |
| Valle Grande   | 294              | 97,67            | 1                | 7            | 2,33         | —            | —            | —            | —            | —     | —     | 5       |
| Yavi           | 464              | 63,22            | 1                | 270          | 36,78        | —            | —            | —            | —            | —     | —     | 10      |
| Total          | 6.307            | 70,42            | 18               | 2.455        | 27,41        | 0            | 144          | 1,61         | 0            | 50    | 0,56  | 286     |

### Legislatura
| Partido        | Partido                   | Votos | %     | Bancas |
| -------------- | ------------------------- | ----- | ----- | ------ |
|                | Unión Cívica Radical Azul | 6.140 | 68,80 | 17/18  |
|                | Unión Cívica Radical Roja | 2.427 | 27,19 |        |
|                | Unión Cívica Radical      | 147   | 1,65  |        |
|                | Independiente             | 211   | 2,36  | 1/18   |
| Total de votos | Total de votos            | 8.925 | 100   |        |
| Fuente:        |                           |       |       |        |

#### Resultados por departamentos
| Departamento   | UCR Azul | UCR Azul | UCR Azul | UCR Roja | UCR Roja | UCR Roja | UCR   | UCR  | UCR    | Independiente | Independiente | Independiente |
| Departamento   | Votos    | %        | Bancas   | Votos    | %        | Bancas   | Votos | %    | Bancas | Votos         | %             | Bancas        |
| -------------- | -------- | -------- | -------- | -------- | -------- | -------- | ----- | ---- | ------ | ------------- | ------------- | ------------- |
| Cochinoca      | 393      | 52,47    | 1        | 356      | 47,53    | —        | —     | —    | —      | —             | —             | —             |
| Capital        | 1.241    | 65,18    | 3        | 541      | 28,41    | —        | 122   | 6,41 | —      | —             | —             | —             |
| El Carmen      | 684      | 84,03    | 2        | 105      | 12,90    | —        | 25    | 3,07 | —      | —             | —             | —             |
| Humahuaca      | 524      | 63,82    | 1        | 297      | 36,18    | —        | —     | —    | —      | —             | —             | —             |
| Ledesma        | 606      | 75,47    | 1        | 197      | 24,53    | —        | —     | —    | —      | —             | —             | —             |
| Rinconada      | 209      | 79,77    | 1        | 53       | 20,23    | —        | —     | —    | —      | —             | —             | —             |
| San Antonio    | 177      | 66,54    | 1        | 89       | 33,46    | —        | —     | —    | —      | —             | —             | —             |
| San Pedro      | 606      | 74,91    | 2        | 203      | 25,09    | —        | —     | —    | —      | —             | —             | —             |
| Santa Bárbara  | 166      | 91,21    | 1        | 16       | 8,79     | —        | —     | —    | —      | —             | —             | —             |
| Santa Catalina | 270      | 67,16    | 1        | 132      | 32,84    | —        | —     | —    | —      | —             | —             | —             |
| Tilcara        | 420      | 87,68    | 1        | 59       | 12,32    | —        | —     | —    | —      | —             | —             | —             |
| Tumbaya        | 86       | 21,55    | —        | 102      | 25,56    | —        | —     | —    | —      | 211           | 52,88         | 1             |
| Valle Grande   | 294      | 97,67    | 1        | 7        | 2,33     | —        | —     | —    | —      | —             | —             | —             |
| Yavi           | 464      | 63,22    | 1        | 270      | 36,78    | —        | —     | —    | —      | —             | —             | —             |
| Total          | 6.140    | 68,80    | 17       | 2.427    | 27,19    | 0        | 147   | 1,65 | 0      | 211           | 2,36          | 1             |